# Terre déserte
À ne pas confondre avec Terre Déserte qui est un lieu de la légende arthurienne
La terre déserte est une tactique militaire qui fut employée pour la première fois en France[réf. nécessaire], lors de la chevauchée d'Édouard III de 1359-1360, au cours de la guerre de Cent Ans, par Charles V le Sage, lequel la résume ainsi : « Mieux vaut pays pillé que pays perdu. »
La tactique de la terre déserte consiste à faire le vide devant l'adversaire en stockant hommes et biens dans des endroits hors d'atteinte, mais sans détruire le pays. Elle se différencie donc de la politique de la terre brûlée, qui consiste en la destruction pure et simple de toutes les ressources et moyens de production du pays, afin qu'ils ne tombent pas entre les mains de l'ennemi. 

## Historique

### Antécédents
Durant l'Antiquité grecque, la bataille de Leuctres peut être perçue comme résultant directement d'une stratégie « de la terre déserte » de la part des Thébains.
Une tactique similaire fut appliquée par Quintus Fabius Maximus Verrucosus, dictateur de la République romaine chargé de vaincre le général carthaginois Hannibal dans le sud de l'Italie pendant la deuxième guerre punique (217 avant notre ère). On l'appelle aussi « stratégie fabienne », en l'honneur de ce général d'armée romain. 
Au début du conflit, Hannibal franchit les Alpes (venant d'Ibérie et du sud de la Gaule) et envahit la péninsule italienne. Il inflige à plusieurs reprises des pertes importantes aux Romains et remporte rapidement deux victoires écrasantes sur les Romains à la bataille de la Trebia et à la bataille du lac Trasimène. Après ces désastres, les Romains nommèrent Fabius Maximus dictateur. Fabius initia alors une guerre d'usure caractérisée par un évitement consciencieux des affrontements à grande échelle et le maintien en bon état des légions et de civils dans des zones fortes déterminées, en attendant l'usure de l'ennemi par des escarmouches visant à le priver d'approvisionnement et de soutien.

### En France

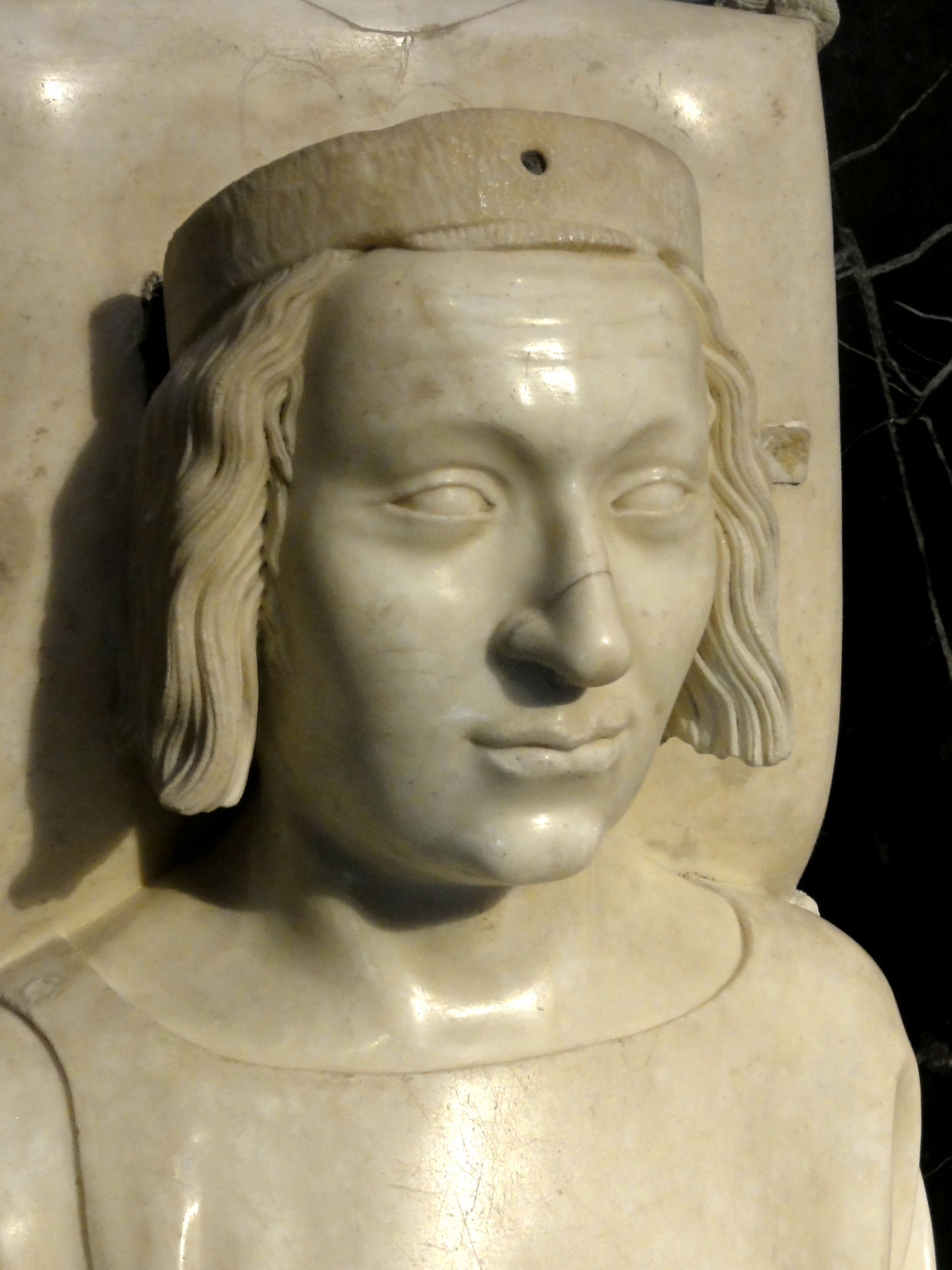
Détail du gisant de Charles V le Sage à la basilique Saint-Denis.

À la suite des désastres militaires de Crécy en 1346 puis de Poitiers en 1356, le dauphin Charles a la garde d'un royaume dévasté et meurtri, tandis que son père le roi Jean II le Bon est prisonnier en Angleterre. Le pays est à la merci des pillages anglais : les fameuses « chevauchées ».
Le dauphin Charles, futur Charles V le Sage, ne veut plus risquer le sort de la France en une seule bataille. Les malheurs de son père sont pour lui de douloureux exemples : il en tire une stratégie personnelle bien particulière.
Le pays est menacé par les Anglais et Charles le Mauvais. Le dauphin, qui est régent du royaume, vient de mettre un terme à la guerre civile (jacquerie) et à l'insurrection parisienne d'Étienne Marcel. Il a pris conscience que pour tenir un territoire il faut avoir le soutien de la population. Il a compris que la victoire finale de la Guerre de Cent Ans se jouerait sur le sentiment d'appartenance nationale. Il va donc laisser les Anglais se faire haïr à chacune de leurs chevauchées.
En 1359, Édouard III d'Angleterre débarque à Calais dans le but d'envahir la France. La même année, il a pu imposer à Jean le Bon (qui craint que Charles de Navarre prenne le pouvoir en France) un traité de paix (l'Endenture) qui lui livrerait plus de la moitié du royaume de France. Or le dauphin Charles, avec l'appui solennel des États généraux, et le soutien secret de son père prisonnier outre-Manche, refuse de signer ce traité humiliant et catastrophique. Édouard III décide alors de passer à l'action ; il était évident, aux yeux des contemporains, qu'il ne ferait qu'une bouchée de la portion de France qui resterait aux Valois.
Débarqué à Calais, il chevauche en direction de Reims, la ville du sacre. Mais le Dauphin Charles a pris les devants. Il a ordonné à tous les habitants des campagnes de se réfugier, avec toutes leurs provisions et matériels, dans les villes fortifiées. Ces villes sont alertées du danger et se tiennent sur leurs gardes. Édouard, traversant un pays vide, doit vivre sur les réserves qu'il a emmenées avec lui. Arrivé devant Reims, il trouve les portes fermées. Il demande la reddition de la cité. Les échevins refusent, par fidélité au Dauphin Charles. L'armée anglaise n'est pas assez équipée pour assiéger une ville, si bien qu'elle est obligée de plier bagages quelques jours plus tard.
Édouard est furieux, il cherche à provoquer une grande bataille avec les Français. Ceux-ci sont invisibles, mais les retardataires et les éclaireurs anglais tombent fréquemment dans des embuscades où ils sont massacrés. Finalement, Édouard arrive devant Paris, où le dauphin s'est enfermé ainsi que toute la population d'Île-de-France. Malgré les provocations, le dauphin interdit à ses chevaliers de livrer bataille. Il ne veut pas renouveler la défaite de Poitiers.
Édouard III quitte précipitamment Paris pour se rembarquer le plus vite possible, car il n'a plus de vivres, la plupart de ses chevaux sont morts faute de fourrage, et il a perdu un nombre non négligeable d'hommes. Cette chevauchée de 1359 se solde par un échec retentissant.

### Sources et bibliographie
- Raymond Cazelles, Etienne Marcel : La révolte de Paris, Paris, Jules Tallandier, 19 octobre 2006, 375 p. (ISBN 978-2-84734-361-8)